# Fritz Erle
Fritz Erle, né le 12 novembre 1875 à Mannheim et mort le 20 novembre 1957 dans cette même ville où il s'était retiré (à 82 ans), est un pilote automobile allemand officiel de la marque Benz durant les années 1900, et 1910 jusqu'à la Première Guerre mondiale. 

## Biographie
Il a débuté chez Benz à Locksmith comme serrurier qualifié au début de mars 1894, puis il devint ingénieur après des études dans une école technique de Ilmenau en Thüringe. Il mit au point le premier moteur à quatre cylindres de la firme, en 1900.
Sa première course d'importance fut lors du Paris-Marseille-Paris de 1896, à 21 ans comme mécanicien embarqué d'Eugen Benz, l'un des deux fils -avec Richard- de Carl Benz (Richard remporta notamment Berlin–Leipzig en 1899 avec Fritz Held, et l'épreuve du circuit de Francfort-sur-le-Main en 1900). 

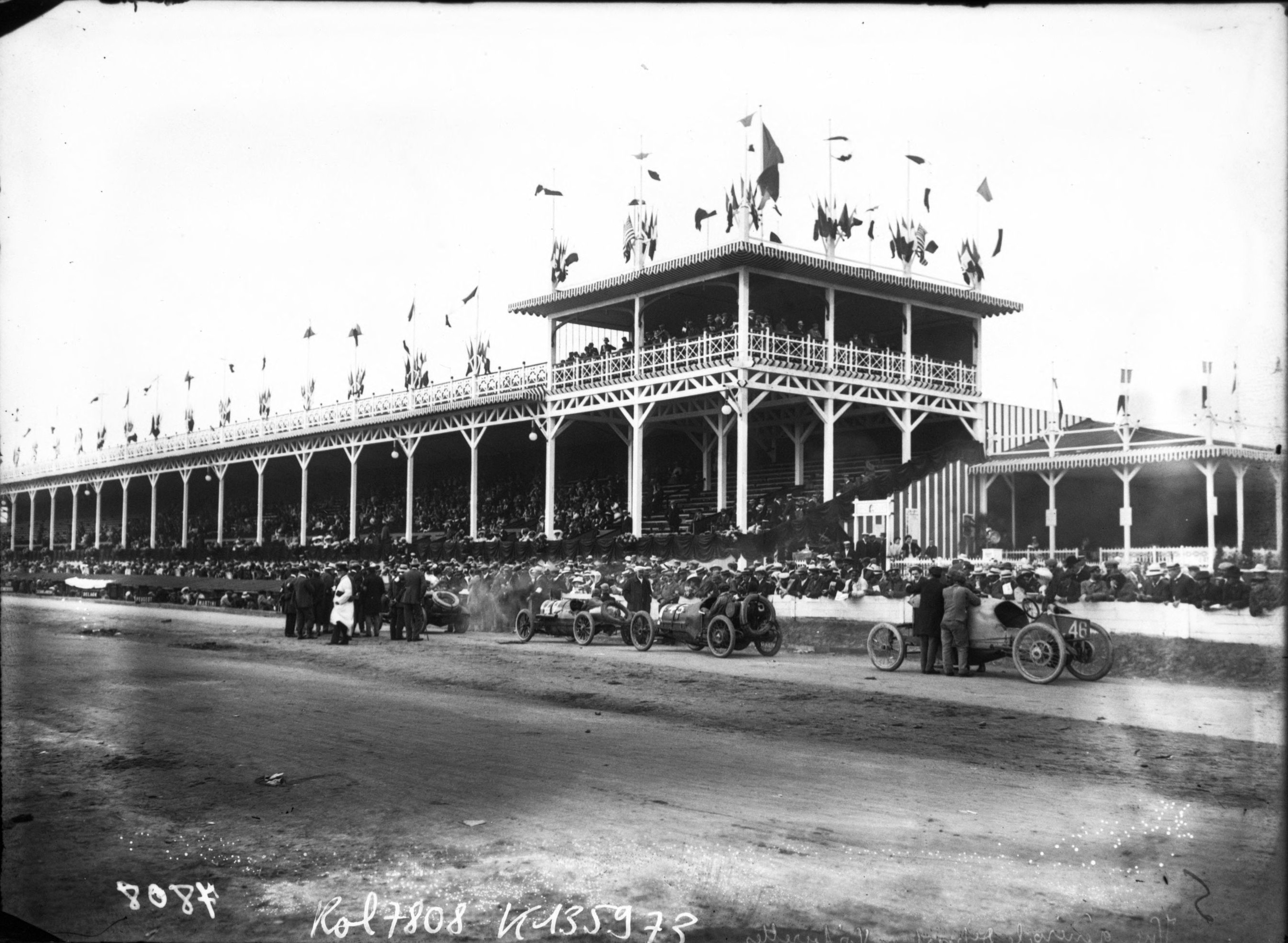
Départ du Grand Prix de France à Dieppe, en 1908.

À la fin des années 1900, il côtoie Victor Demogeot et surtout Victor Hémery dans son équipe, lui-même et ce dernier faisant admettre pour les épauler en course le jeune Franz Hörner (de). 
Erle a notamment gagné le Herkomer Konkurrenz (course strictement pour voitures de tourisme) en juin 1907 pour sa troisième et dernière édition sur la Mercedes-Benz du premier vainqueur, le fils de banquier munichois Edgar Ladenburg, ainsi que l'année suivante la première Prinz-Heinrich-Fahrt qui la remplace, toujours en juin pour Benz.
Il s'est aussi imposé pour sa marque dans les courses de côte de Königstuhl (Heidelberg), dès 1901 et encore en 1906 sur une 40HP, puis de Bacharach-Rheinböllen en 1908, de Gaillon en 1910 et 1912, et enfin toujours en France de Limonest en 1913 avec la 200HP. Il a également finit 7e lors du Grand Prix automobile de France 1908 sur la 150 PS, 15e de la coppa Florio en 1907, et a participé au Grand Prix des États-Unis en 1908.  
En 1904, il reprit la direction du bureau d'étude avec Richard Benz. Il devint directeur du département course en 1907, puis pendant le premier conflit mondial, il prit des décisions importantes de l'usine Benz auprès du ministère de la guerre allemand. Au sortir de celle-ci, il devint directeur de l'atelier de réparation de l'agence Benz à Berlin -avec notamment comme employé l'ancien pilote impérial de Benz Wilhelm Werner-, jusqu'en 1935.